# Barilius mesopotamicus
Barilius mesopotamicus är en fiskart som beskrevs av Berg 1932. Barilius mesopotamicus ingår i släktet Barilius och familjen karpfiskar. Inga underarter finns listade.